# Balloon Kid
Balloon Kid est un jeu vidéo de plates-formes pour la Game Boy développé par Nintendo R&D1 et Pax Softnica et publié par Nintendo. Le jeu est d'abord sorti en Amérique en octobre 1990, puis en Europe le 31 janvier 1991 ; il n'est jamais sorti au Japon  dans cette version. Il s'agit de la suite de Balloon Fight sorti en 1984. Vous incarnez Alice, une jeune fille dont le petit frère s'est envolé par hasard  accroché à des ballons gonflés à l'hélium. Vous devez parcourir plusieurs niveaux pour tenter de le sauver.

## Intrigue
Le jeu est situé sur un monde sans nom, semblable à la Terre. La seule ville de cette partie de la planète est Pencilvania, constituée de gratte-ciels en forme de crayons (pencil = crayon en anglais). Les autres lieux visités dans le jeu ne sont pas nommés, par ordre d'apparition on trouve : une forêt, un océan où se trouve une baleine géante, une montagne enneigée, et un bâtiment industriel. Le joueur commence le jeu près d'une petite maison dans une région rurale autour de Pencilvania.
À Pencilvania vivaient un frère et une sœur qui aimaient jouer avec des ballons. Alice et son jeune frère, Jim, passaient des journées entières à envoyer des ballons voler dans le ciel.
Un jour, Jim remplit tous ses ballons et les attacha ensemble pour créer un bel arc-en-ciel de ballons dans le ciel. "Quelle bonne idée, Jim," dit Alice, "mais sois prudent!". Mais à ce moment-là, un vent puissant souffla et Jim fut emporté dans le ciel. "Oh, non! C'est terrible, je dois sauver Jim!", songea Alice. Pendant ce temps, Jim, qui était un garçon très intelligent, pensa, "Je me demande comment Alice me retrouvera......Attendez! J'ai une idée! Je vais laisser une trainée de ballons derrière moi pour qu'Alice puisse me suivre!".
Les personnages du jeu sont donc Alice, que le joueur contrôle par défaut dans tous les modes de jeu, Jim son jeune frère, et Samm, rival d'Alice que le deuxième joueur contrôle en mode deux joueurs.

## Système de jeu
En mode Un joueur, le système de jeu est un arrangement du mode "Balloon Trip" du jeu Balloon Fight, où l'écran défile automatiquement vers la gauche, où le joueur contrôle Alice qui utilise deux ballons pour flotter dans les airs. Pour la faire flotter dans les airs, le joueur doit presser (et parfois maintenir enfoncé) le bouton A afin de la faire battre des airs pour qu'elle continue à planer dans les airs. Alice peut aussi enlever ses ballons pour marcher sur le sol, et même sauter. Si ses deux ballons sont percés ou enlevés, et si elle atterrit en sécurité, elle peut gonfler deux nouveaux ballons et redécoller.
Le but de ce mode est de voler du début à la fin du jeu tout en ramassant les ballons laissés derrière par le frère d'Alice, Jim, sur le chemin. Le joueur doit aussi empêcher Alice de toucher les ennemis qui essaye de percer ses ballons, de la pousser ou de la tuer. Certains ennemis, comme les Balloon Birds, existaient déjà dans le jeu Balloon Fight, tout comme le poisson géant qui avale ceux qui flottent trop près de l'eau. Il y a quatre boss dans Balloon Kid. Pour les vaincre, le joueur doit faire flotter Alice au-dessus d'eux et lui faire lâcher ses ballons pour les faire rebondir sur leur tête. Elle peut aussi sauter et les frapper sur la tête, quand ce n'est pas dangereux, comme dans la majorité des autres jeux de plate-forme.
Le mode deux joueurs est une adaptation libre des modes Game A et Game B de Balloon Fight, où un joueur se bat contre un autre joueur. Un joueur contrôle Alice, tandis que l'autre contrôle l'ami et éternel rival d'Alice: Samm. Son but est de ramasser plus de ballons que l'adversaire avant d'atteindre la fin du niveau.
Le mode « Balloon Trip » de Balloon Kid est basé sur le mode du même nom de Balloon Fight, mais avec Alice à la place du Balloon Fighter standard du jeu original. Tout le reste, y compris la musique d'ambiance, est inchangé par rapport au mode "Balloon Trip" de Balloon Fight.

## Équipe de développement
- Producteur délégué : Hiroshi Yamauchi
- Producteur : Gunpei Yokoi
- Directeur : Yoshio Sakamoto
- Création graphique : Kenichi Sugino
- Chef programmeur : Takayuki Onodera
- Programme principal : Hironobu J. Suzuki, Motoo Yasuma
- Coordinateur : Toru Osawa, Kuniko Sakurai
- Progress Management : Hitoshi Yamagami
- Composition sonore : Hirokazu Tanaka[3]

## Autres versions

### Balloon Fight GB
Une version recolorisée du jeu nommée Balloon Fight GB est sortie en 2000, uniquement au Japon. Elle a également été réalisée par Pax Softnica et publiée par Nintendo pour la Game Boy Color et le système Nintendo Power. Une autre différence notable est la possibilité pour les joueurs de rejouer aux niveaux déjà terminés. Le système Super Game Boy est également inclus.

### Hello Kitty World
Il s'agit de la version Famicom du jeu publiée au Japon le 27 mars 1992. Cette version n'a pas été ni développée ni publiée par Nintendo, elle a en fait été développée et publiée par Character Soft. Il met en scène la mascotte kawaii Hello Kitty à la place d'Alice. Les différences avec la version Game Boy sont uniquement graphiques.

## Accueil
Mean Machines a donné au jeu une note de 51 %, le décrivant comme « plein de promesses », avant d'ajouter que le système de jeu répétitif et la faible difficulté rendaient le jeu ennuyeux. De plus, il dit que même si les prémices du jeu sont intéressantes, il ne pouvait « pas s'empêcher de penser que c'est un jeu médiocre ». L'auteur Jeff Rovin dans son livre How to Win at Game Boy Games a noté que le système de jeu était "nouveau" bien que répétitif après le deuxième niveau du jeu, ajoutant que le jeu restait malgré tout amusant pour tous les âges, et "un ajout valable à sa collection de jeux Game Boy", et a donné la note B au jeu.